# تیوزانتن
تیوزانتن (به انگلیسی: Thioxanthene) یک ترکیب شیمیایی با شناسه پاب‌کم ۶۷۴۹۵ است.